# آیرو-سرویس پاندا
آیرو-سرویس پاندا (به انگلیسی: Aero-Service_Panda) یک هواگرد ملخ‌پیشین تک‌موتوره از نوع هواپیمای فوق سبک ساخت شرکت Aero-Service Jacek Skopiński است. هواگرد آیرو-سرویس پاندا نخستین پروازش را در ۲۸ سپتامبر ۲۰۱۶ میلادی انجام داد.